# Nowy Dwór (Konin)
Nowy Dwór – dzielnica Konina, mylona niekiedy z osiedlem Chorzeń. Położona w zachodniej części Konina. Dzielnica podzielona jest na część południową w pobliżu rzeki Warty i północną w pobliżu torów kolejowych. W Nowym Dworze znajduje się osiedle domów szeregowych i jednorodzinnych. Za torami znajduje się hurtownia paliw (była Wojewódzka Baza Paliw CPN) i kilka domów mieszkalnych. Nowy Dwór jest miejscem spacerowym społeczności osiedla Chorzeń, na północy dzielnicy znajdują się małe lasy i łąki, głównie za torami. Na terenie Nowego Dworu znajduje się kościół św. Faustyny prowadzony przez księży Salezjanów.

## Edukacja
Placówki edukacyjne na Nowym Dworze:
- Szkoła Podstawowa nr 9